# Xenodochio
Lo xenodochio (in latino xenodochium, dal greco ξενοδοχεῖον xenodochèion, da ξένος xénos, "ospite", e δοχεῖον dochèion, "ricettacolo", da δέχομαι dèchomai, "ricevere, accogliere") era una struttura di appoggio ai viaggi nel Medioevo, adibita a ospizio gratuito per pellegrini e forestieri.

## Descrizione
Più piccolo di un hospitale era in genere posto sul percorso di una via di pellegrinaggio, come il cammino di Santiago di Compostela o la via Francigena e veniva gestito da monaci che offrivano alloggio e cibo.
In ambito urbano era un edificio delegato ad ospitare attività assistenziali presso le cattedrali di epoca tardo antica. Unito ad altri spazi con funzioni varie, portava alla costituzione del complesso episcopale.

## Esempi
La prima menzione nell'intero Occidente di un edificio chiamato xenodochio è in una epistola di san Girolamo del 397 scritta al senatore Pammachio in occasione della morte per parto della moglie Paolina (Audio te xenodochium in portu fecisse romano et virgam de arbore Abraham in Ausonia plantasse littore).
Nell'Ottocento l'archeologo Giovanni Battista de Rossi propose l'identificazione dello xenodochio di Pammachio con i resti un grande edificio a pianta basilicale emersi nei pressi del porto di Traiano, ma tale proposta fu confutata da James Germain Février; maggior credito riceve l'ipotesi di Pasquale Testini che ha proposto di localizzare lo xenodochio nell'Isola Sacra, nei pressi del santuario di Sant'Ippolito di Porto.

### Xenodochio di Sant'Andrea a Roma
Fondato da papa Pelagio II nel VI secolo, questo xenodochio fu dedicato all'accoglienza dei poveri e dei pellegrini. Le fonti storiche affermano che si trovasse vicino alla basilica di Sant'Andrea al Celio. L'istituzione è menzionata in vari testi papali dell'epoca, e il suo scopo era chiaramente caritatevole e ospedaliero.

### Xenodochio di Ravenna
Durante il regno dell'imperatore Giustiniano, uno xenodochio fu costruito a Ravenna come parte delle opere pie dell'epoca. Ravenna era un importante centro dell'Impero bizantino in Italia, e questo xenodochio serviva sia pellegrini sia malati. Documenti del tempo riportano la sua costruzione e funzione, associata alla chiesa e al potere civile.

### Xenodochio di Gerusalemme
Uno dei più noti xenodochi accertati si trovava a Gerusalemme e fu istituito dall'imperatore Costantino I nel IV secolo. Destinato ai pellegrini cristiani che visitavano la Terra Santa, questa struttura rappresenta uno dei primi esempi di xenodochio collegato alla diffusione del cristianesimo. Numerose fonti cristiane, come quelle di Eusebio di Cesarea, menzionano l'istituzione.